# 孟加拉国
孟加拉人民共和国（羅馬化：Gaṇaprajātantrī Vāṁlādeśa），通稱孟加拉国（羅馬化：Vāṁlādēśa，[ˈbaŋladeʃ] ⓘ），南亚国家，为孟加拉地區（Bônggôdeś）的东部部分，位於孟加拉湾之北；东南山區一小部份与缅甸为邻，其他部份都与印度接壤。国土绝大部分为贾木纳河冲积平原，位于孟加拉灣的海域面积大致等同于陆地面积。孟加拉国98%的人口使用孟加拉语，国教为伊斯兰教；人口1.7億，在世界穆斯林国家中排名第三、僅次於印度尼西亚和巴基斯坦，人口密度1138人/平方公里（世界排名第七）。第一大城市是首都达卡，而第二大城市吉大港市同时是该国最大的港口。
1947年，東孟加拉邦成為巴基斯坦自治領人口最多的省份。它更名為東巴基斯坦，达卡成為該國的立法首都，1952年的孟加拉語運動、東孟加拉邦議會選舉、1954年-1958年巴基斯坦政變、1966年的六點運動、1970年巴基斯坦大選導致東巴基斯坦的孟加拉民族主義和民主運動興起。巴基斯坦軍政府拒絕將權力移交給由謝赫·穆吉布爾·拉赫曼領導的人民聯盟，發動了對包括知識分子在內，支持獨立的孟加拉平民的屠殺，即1971年孟加拉國種族滅絕。1971年的孟加拉國解放戰爭隨即爆發。在印度的幫助下，穆克提·巴希尼發動了一場成功的武裝革命。1972年，新成立的孟加拉國成為南亞第一個憲政世俗國家。1988年，伊斯蘭教被宣佈為國教，2010年，孟加拉國最高法院重申了憲法中的世俗原則。
孟加拉國是一個基於威斯敏斯特制度的單一制議會制憲政共和國。孟加拉人佔孟加拉國總人口的98%，孟加拉國龐大的穆斯林人口使其成為第三大穆斯林占多數的國家。該國由8個省、64個區和495個街道組成。它擁有僅次於印度和巴基斯坦的南亞第三大軍隊；並一直是聯合國維和行動的主要貢獻者。印度-太平洋地區的中等強國，孟加拉國是一個新興經濟體，其名義GDP排名世界第33位，購買力平價排名第29位。由於羅興亞種族滅絕，它擁有世界上最大的難民人口之一。孟加拉國面臨許多挑戰，包括氣候變化的不利影響、貧困、文盲、腐敗、威權主義和侵犯人權行為。然而，自2011年以來，貧困率已減半，預計該國將在這十年內成為中等收入國家。孟加拉國曾經是平紋細布貿易的歷史中心，現在是世界上最大的現代服裝出口國之一。

## 历史
孟加拉族是南亚次大陆古老民族之一。孟加拉地区的最早居民是亚美人。尔后与达罗毗荼人种经过长期融合，逐渐形成今天的孟加拉人。9世纪已有统一的封建国家。孟加拉地區人民早期多信奉佛教、印度教。13世纪受外來影響改信伊斯兰教，16世纪时，該地區已經发展成南亚次大陆上人口最稠密、经济最发达、文化昌盛的地区。17世纪被莫卧儿帝国征服。1757年普拉西戰役後遭受英国殖民统治，日后成为英属印度一部分。
1765年，以加尔各答为中心的孟加拉管辖区建立。1905年孟加拉地区曾被英国殖民政府分割成东西两部，后来復合。1947年印巴分治时，英属印度分為印度自治领及巴基斯坦自治領。孟加拉地区亦被再次分割：西孟加拉地区归印度自治领（今印度西孟加拉邦），东孟加拉地区归巴基斯坦自治領。东孟加拉地区改称东巴基斯坦，西巴基斯坦即今巴基斯坦。由于地理上的相互隔绝，民族、文化和语言的巨大差异终于使相距约2000公里的东、西巴基斯坦内部矛盾走向不可调和的地步。
1970年巴基斯坦大选后，巴基斯坦中央政府未按时将权力移交给赢得绝对性多数的孟加拉人民联盟，引发东巴基斯坦人民不满并出现了抗议和冲突。3月25日，巴基斯坦中央政府军事干预东巴基斯坦，开展探照灯行动。1971年3月26日东巴基斯坦宣布独立，并在4月于印度加尔各答成立孟加拉人民共和国临时政府。随后因为探照灯行动的持续升级，东巴基斯坦发生大规模动乱和难民潮，几百万人离开家园涌入邻国印度。西巴基斯坦意识到印度武力干预不可避免，在12月3日发动成吉思汗行动以期先发制人:82–83。当天晚上，印度指巴基斯坦已对印度发动战争，并开始武装干预巴基斯坦内战，第三次印巴战争爆发。12月8日，美国驻联合国大使乔治·赫伯特·沃克·布什在联合国安理会提交了一份决议呼吁印巴停火，并被苏联否决。印军于12月16日攻占达卡，东巴驻军无条件投降。
1972年1月成立孟加拉人民共和国，巴基斯坦总统佐勒菲卡尔·阿里·布托释放了被以“叛国罪”逮捕的东巴人民联盟领袖谢赫·穆吉布·拉赫曼，此人就任孟加拉国首任总统。
马来西亚和其邻国印度尼西亚于1972年2月24日正式承认孟加拉国的独立，也是首批承认孟国的穆斯林居多国家。1999年，马来西亚首相马哈迪·莫哈末曾经访问孟加拉国，同时孟加拉国总理谢赫·哈西娜也于2000年访问马来西亚。两次访问使得两国开始进行合作，使孟加拉国劳工能够出口至马来西亚。
1974年爆發獨立以來首次大規模飢荒。
1975年8月15日，孟加拉国人民聯盟領袖、首任总统谢赫·穆吉布·拉赫曼遇刺身亡。1981年5月30日，孟加拉国民族主義黨領袖、齊亞·拉赫曼总统在吉大港遇刺身亡，阿卜杜勒·萨塔爾出任代总统。
1982年3月24日，陆军参谋长侯赛因·穆罕默德·艾尔沙德宣布实行军管，解除萨塔尔的总统职务，自任军法管制首席执行官兼武装部队总司令，后任总统。齐亚·拉赫曼遺孀卡莉达·齐亚领导的民族主义党及穆吉布·拉赫曼長女谢赫·哈西娜領導的人民聯盟與艾尔沙德軍政府展開斗争，1990年12月6日，艾尔沙德辞职，结束他九年的獨裁统治。在1991年大选中，卡莉达·齐亚获胜出任总理。
2006年10月31日，無党派看守军政府成立，总统亚杰丁·艾哈迈德兼任看守军政府总理。孟加拉国第九届议会选举原定于2007年1月22日举行，但由于当时两大政党前总理卡莉达·齐亚为首的民族主义党(BNP)和以前总理谢赫·哈西娜为首的人民联盟斗争日趋激烈，政局日益恶化，总统亚杰丁·艾哈迈德被迫于2007年1月11日宣布国家进入紧急状态，取消一切政党活动。2007年1月12日，法赫尔丁·艾哈迈德宣誓就任看守政府总理。他的看守军政府執政兩年，在國際壓力下，2008年12月29日舉辦國會大選，結果為孟加拉國人民聯盟大勝，贏得國會300席中262席，黨主席谢赫·哈西娜於2009年1月6日第二次出任總理。2009年2月12日齊魯爾·拉赫曼就任第十九任孟加拉國總統，人民聯盟持續為孟加拉執政黨至今。近年孟加拉国社会较为稳定，经济发展迅速。
2024年，孟加拉国发生左翼领导的大规模游行示威以抗议最高法院做出的关于恢复公务员配额录取制度的决定，示威推翻了时任孟加拉国政府，总理谢赫·哈西娜·瓦吉德出逃至印度。在学生领袖建议下，诺贝尔和平奖得主穆罕默德·尤努斯担任临时政府首席顾问。

## 地理

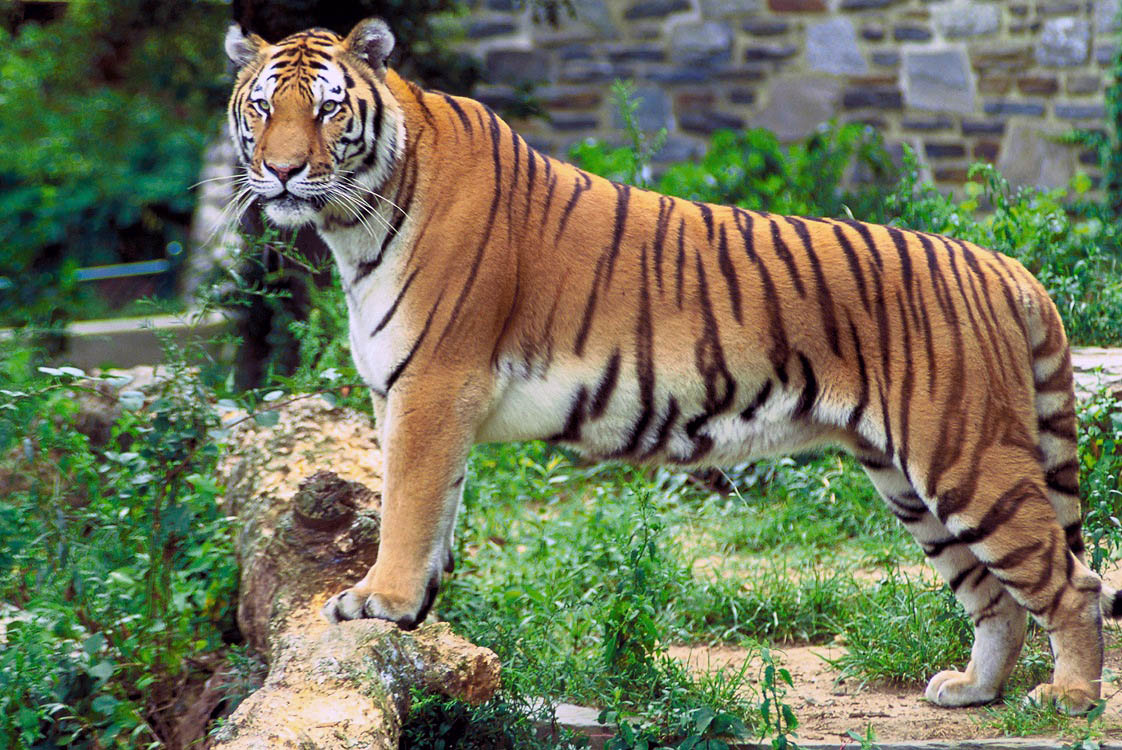
孟加拉虎

孟加拉国东南部邻缅甸，东、西、北三面与印度毗连，南临孟加拉湾。80％以上的領土位于南亚次大陆东北部的恒河和布拉马普特拉河下游冲击而成的三角洲上，屬於肥沃、平坦的冲积平原，河道纵横密布，河运发达，河流和湖泊约占全国面积10％，非常适合农业和渔业，但雨季极易泛滥。沿海多小岛和沙洲。國土的大部分低於海拔12米（39呎），如果海平面上升1米（3呎），就會有大約10%土地會被淹沒。东南端为吉大港山區，平均海拔300—600米，孟加拉国最高峰凯奥克拉东峰，高1229米，剛好位於此地理區上。矿藏有天然气、煤、钛、锆等。

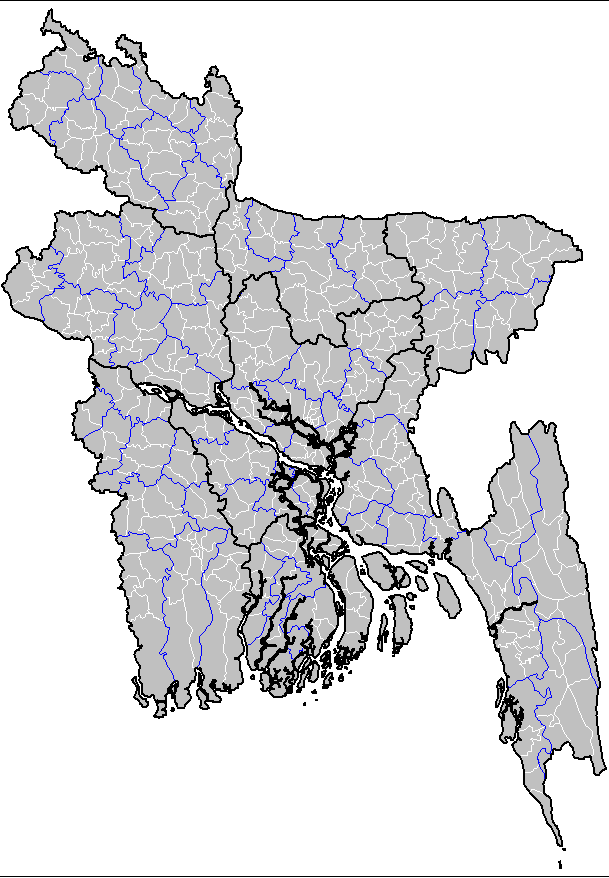
孟加拉国行政區
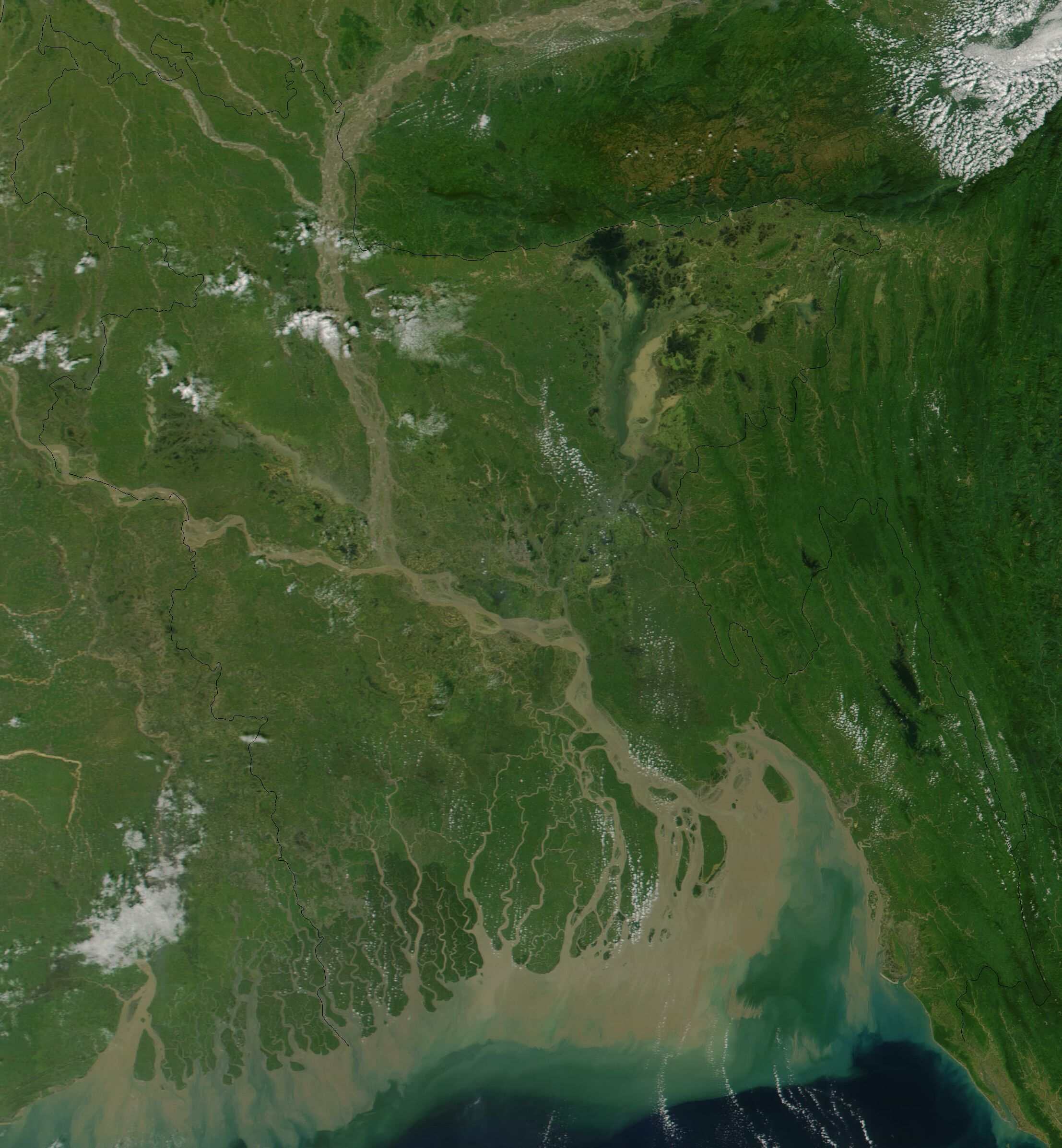
孟加拉国衛星照
全國地圖

### 气候
孟加拉国大部分地区属于热带季风气候，季风具有不稳定性而多旱涝；年降水量西部约1300-1500毫米，东部达2000-2500毫米。月平均最高气温40.5℃，雨量自西向东递增，年雨量1300—2500毫米。1月温度最低，1-4月干旱。6—10月是雨季，雨量占全年80％。常年有从印度洋刮来的飓风。由於孟加拉國以北是海拔平均逾3000米的青藏高原，以東也相當接近海拔逾1000米雲貴高原，兩者都是幅員廣大的高原，因此每年北半球冬季來自亞洲中部的冷空氣難以南下該國，也相比相同緯度的東亞地區更暖和。

## 政治
孟加拉奉行西敏寺式議會民主制，國家元首為總統，政府首腦為總理，議會每五年改選一次，孟加拉於1990年至2014年由孟加拉人民聯盟(Awami League)與孟加拉國民族主義黨(BNP)兩大黨輪流執政，自2014年起由孟加拉人民聯盟單獨執政至2024年。2024年，屬於孟加拉人民聯盟的時任總理謝赫·哈西娜逃亡至印度，並由穆罕默德·尤納斯成立看守政府代理至今。

## 行政区域
孟加拉国共有8个「专区」，以各区的首府命名。
1. 巴里萨尔专区
2. 吉大港专区
3. 达卡专区
4. 库尔纳专区
5. 拉杰沙希专区
6. 锡尔赫特专区
7. 朗布尔专区

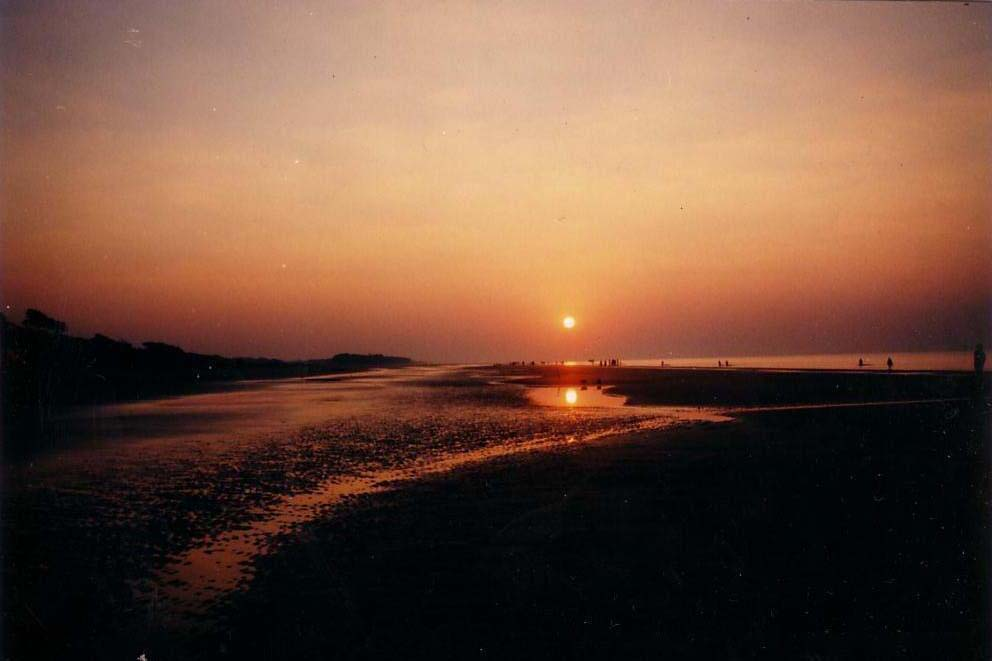
巴里薩爾平原
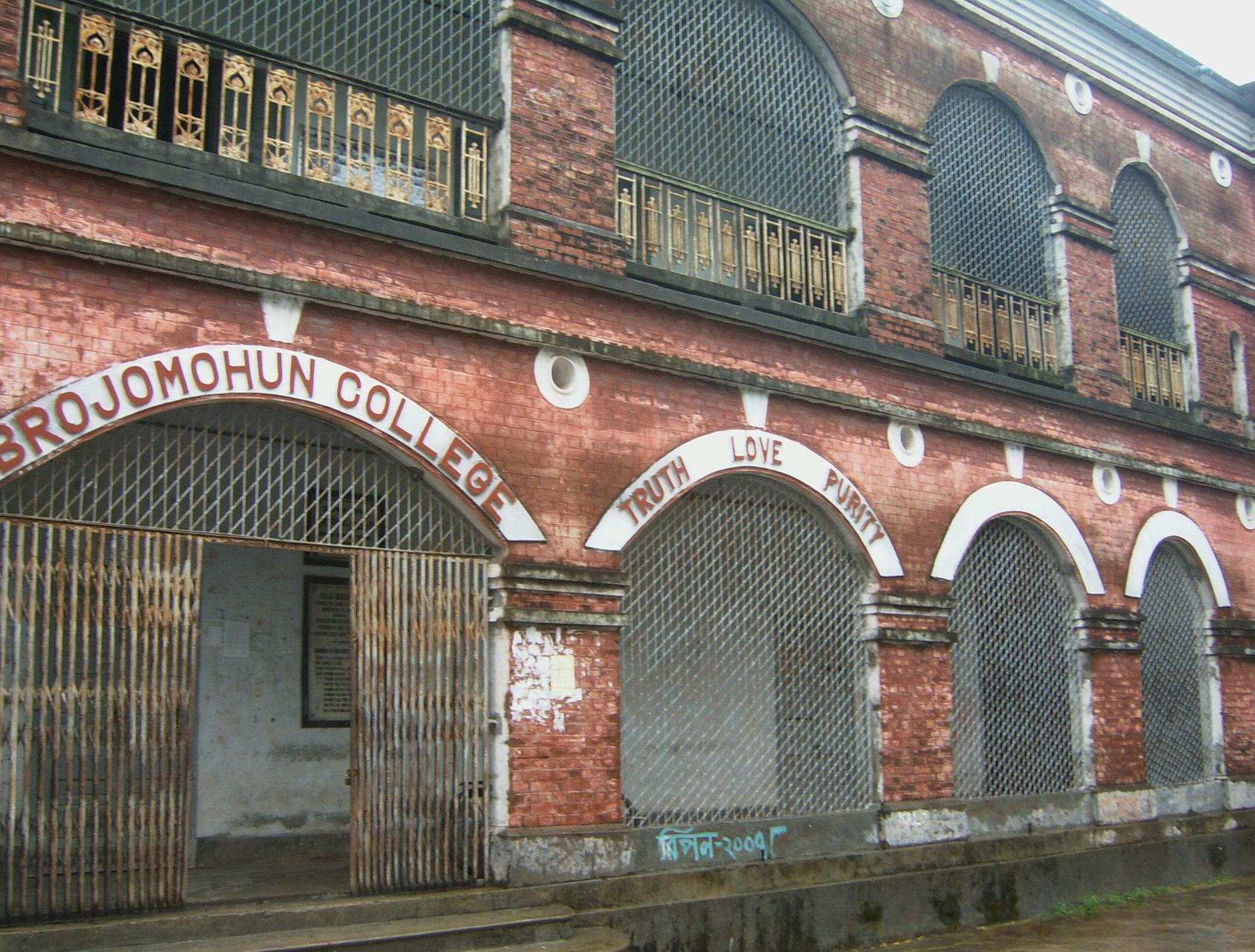
Brojomohun學院
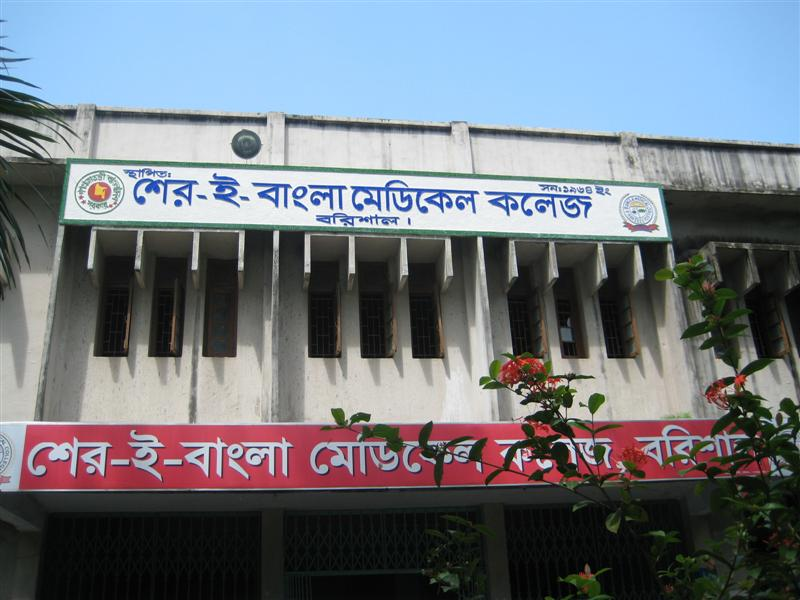
Shere_Bangla_醫學院
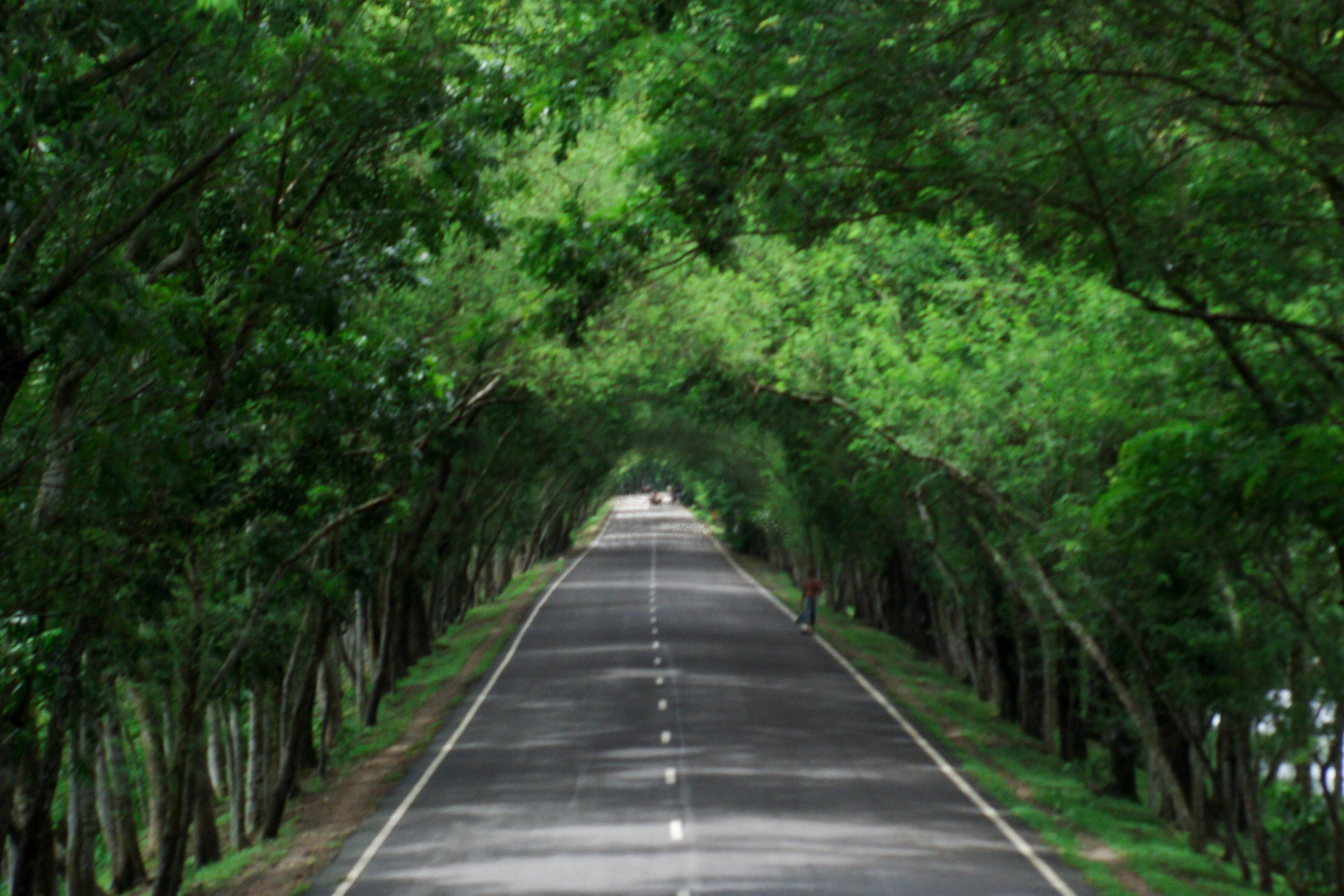
吉藍公路
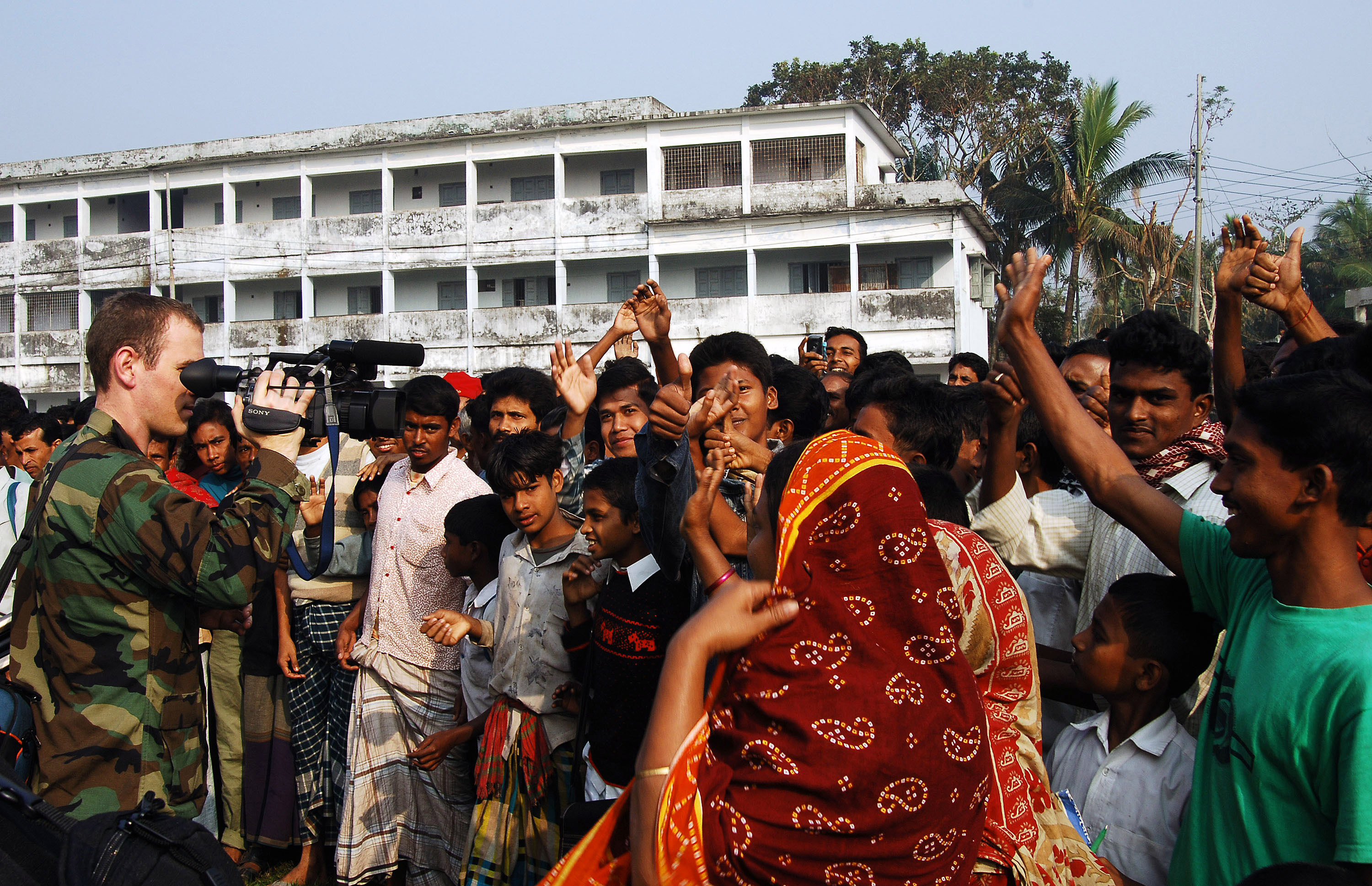
巴里薩爾市貧民區
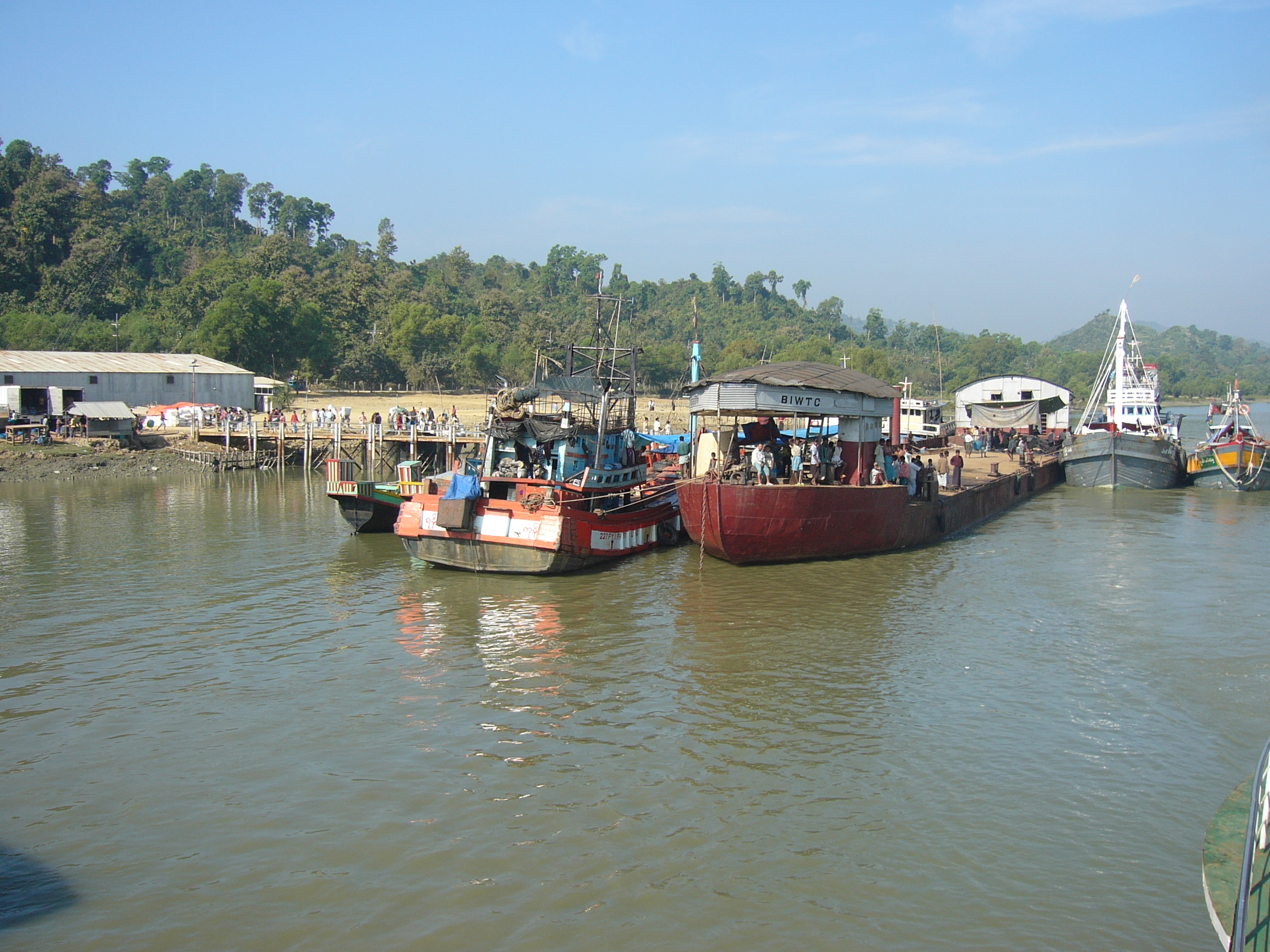
漁業負擔1/3糧食供應
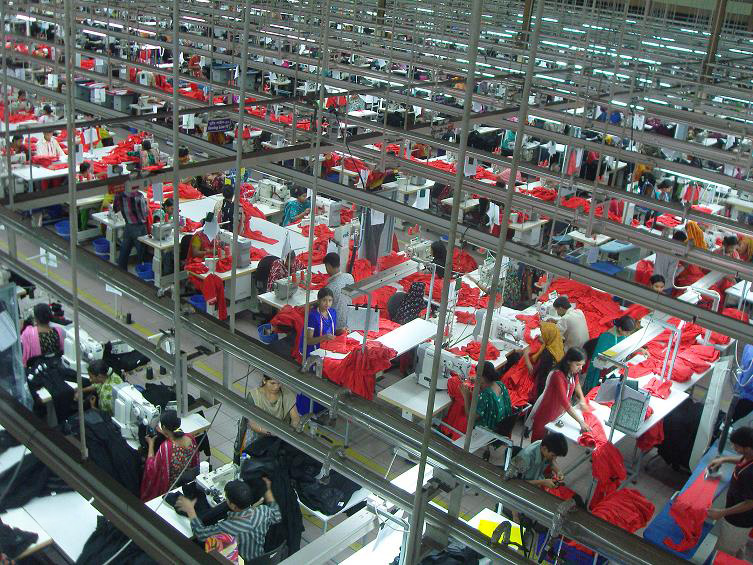
孟加拉為世界第二成衣製造國
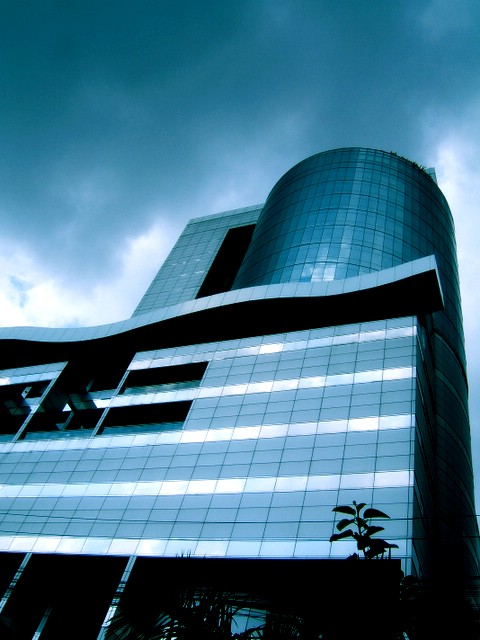
位於达卡的寶訓達拉城（英语：Bashundhara City）擁有超過2,500家的商店，是南亞次大陸上規模最大的購物中心之一
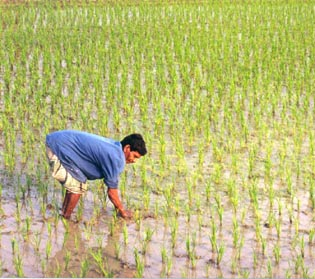
在水田中耕種的孟加拉国農民
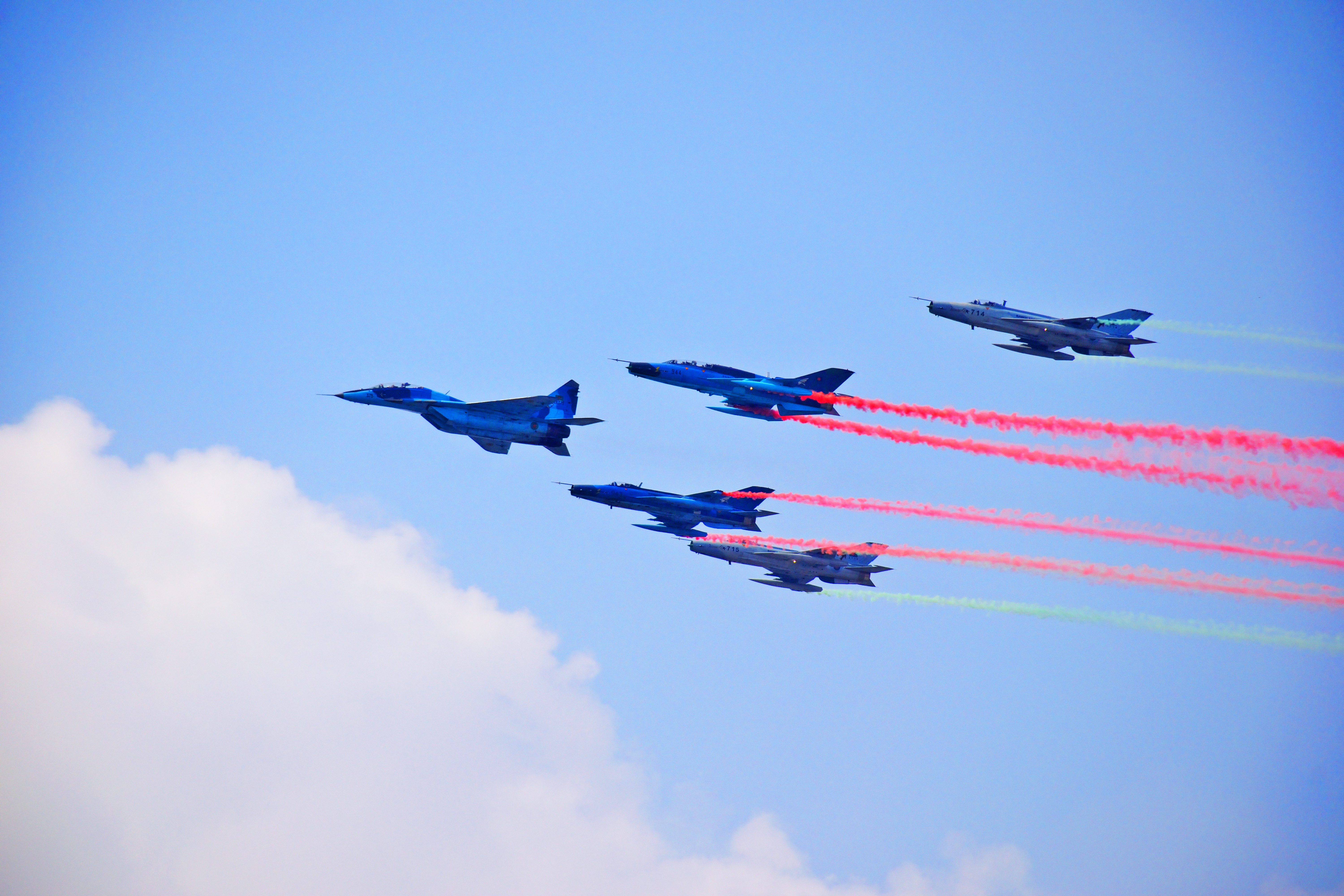
歼-7戰鬥機
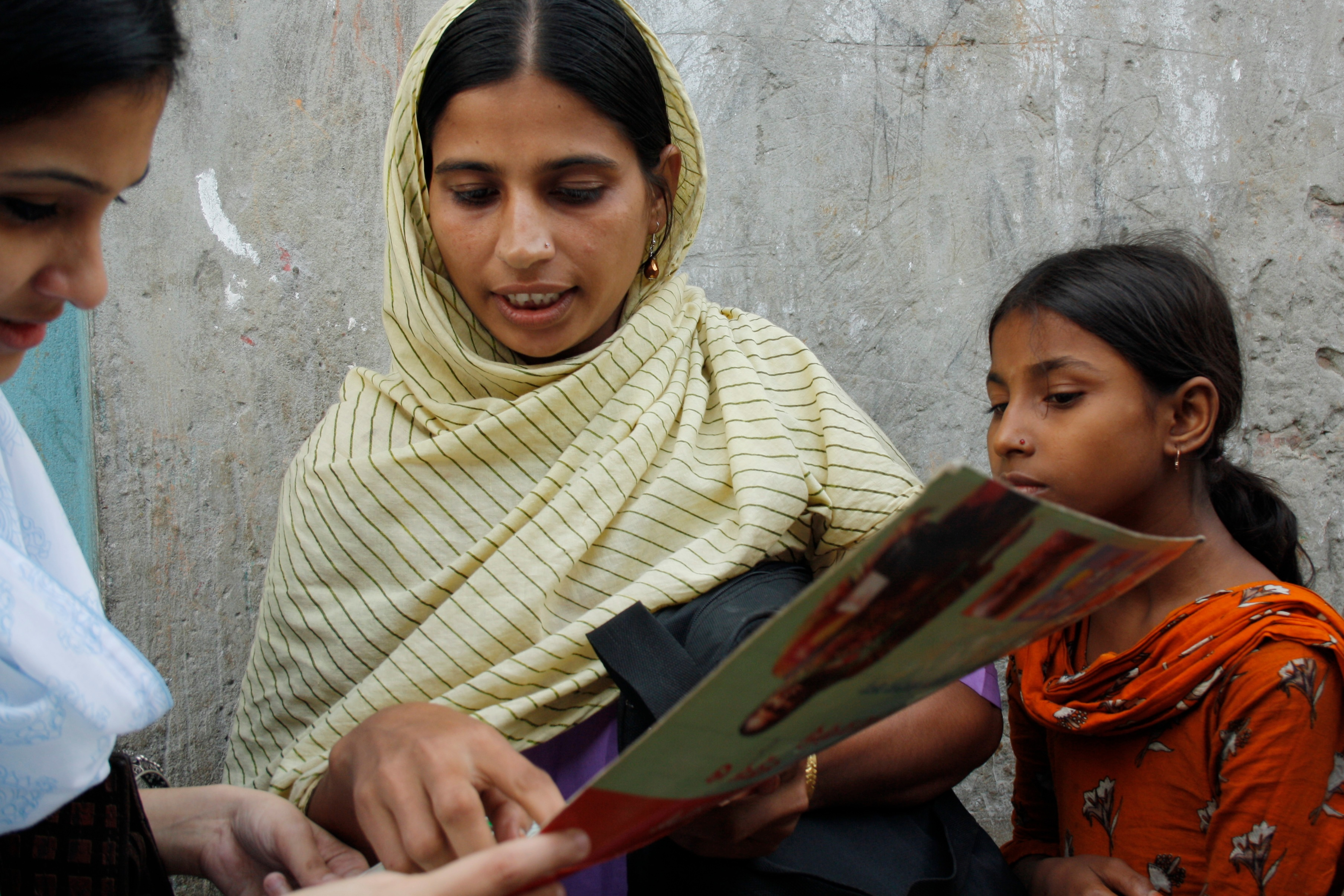
社區醫療宣傳員

## 經濟
孟加拉国被联合国列入最不发达国家之列，现已达到脱离最不发达国家的三个标准，处于进入的审查过渡期。纺织业及成衣制造业是孟加拉国经济发展的支柱产业，孟加拉国是仅次于中国的世界第二大成衣出口国，从1980年代发展起步至今，成衣出口连续多年占据孟加拉国出口额的八成以上，主要出口地为美国和欧盟。黃麻是孟加拉國最主要的經濟出口作物之一，除此之外還出口大米、茶、芥菜等。
孟加拉國著名的經濟學家穆罕默德·尤纳斯（2006年獲得諾貝爾和平獎）通過格萊玟銀行所提出的已廣泛傳播的微額借款，對孟加拉的經濟發展產生了深遠的影響。

## 文化
孟加拉国人原本信仰佛教與印度教，12世纪突厥人入侵後，蘇菲派傳教士進入傳播伊斯兰教，到20世纪初6成民眾是伊斯兰穆斯林，只有1/3印度教信徒生活在東孟加拉邦。佛教是孟加拉國第三大宗教，大約佔全國人口0.7%，主要信仰上座部佛教。65％佛教徒是集中在吉大港山區的藏缅語族地區，而35％的人口是在吉大港古孟加拉語巴魯阿社區。佛教團體也分布在不同的城市，特別是吉大港和達卡。

### 文化教育
详见：孟加拉教育
学制为小学五年、中学七年、大学四年。现政府重视教育，规定八年级以下女生享受免费和义务教育。国立大学21所，私立大学53所，国立医学院13所，普通学院1225所，工艺学校77所，伊斯兰学校8410所，专业培训学院64所，中学17386所，小学78000所。5-24岁适龄学生入学率57%，教师人数17万。孟加拉识字率为62.66%，其中男性为65.94%，女性为58.69%，成人识字率为54.80%。
主要大学有达卡大学、孟加拉工程技术大学（BUET）、拉傑沙希大学等。

### 新闻出版
获得孟加拉国政府批准的报纸期刊共有1660多种。主要在达卡、吉大港和其他大城市出版。主要英文报纸有《孟加拉国观察家报》、《每日星报》、《独立报》和《金融快报》；主要孟文报纸有《团结报》、《革命报》、《人民之声》和《新闻日报》。

### 通讯社
孟加拉国通讯社（BSS）是孟加拉国的国家通讯社。孟加拉国联合通讯社（UNB）是该国最大的一家私人通讯社，成立于1988年。另有南亚通讯社（私营，1995年12月27日成立）。

### 广播电台
孟加拉国电台建于1982年，总台设在达卡，每天用孟加拉语、英语、乌尔都语、印地语、阿拉伯语和尼泊尔语等对外广播5个小时。

### 电视台
孟加拉国电视台（国营）开办于1964年，直属中央政府领导。该电视台在达卡和吉大港有二个站点，在全国有11个转播站。设有2个地面卫星转播站。除新闻节目外，电视台还播放一些外国故事片或连续剧及儿童、教育节目。此外还有ATN、Channel-I、N-tv等私营电视台。

## 人口

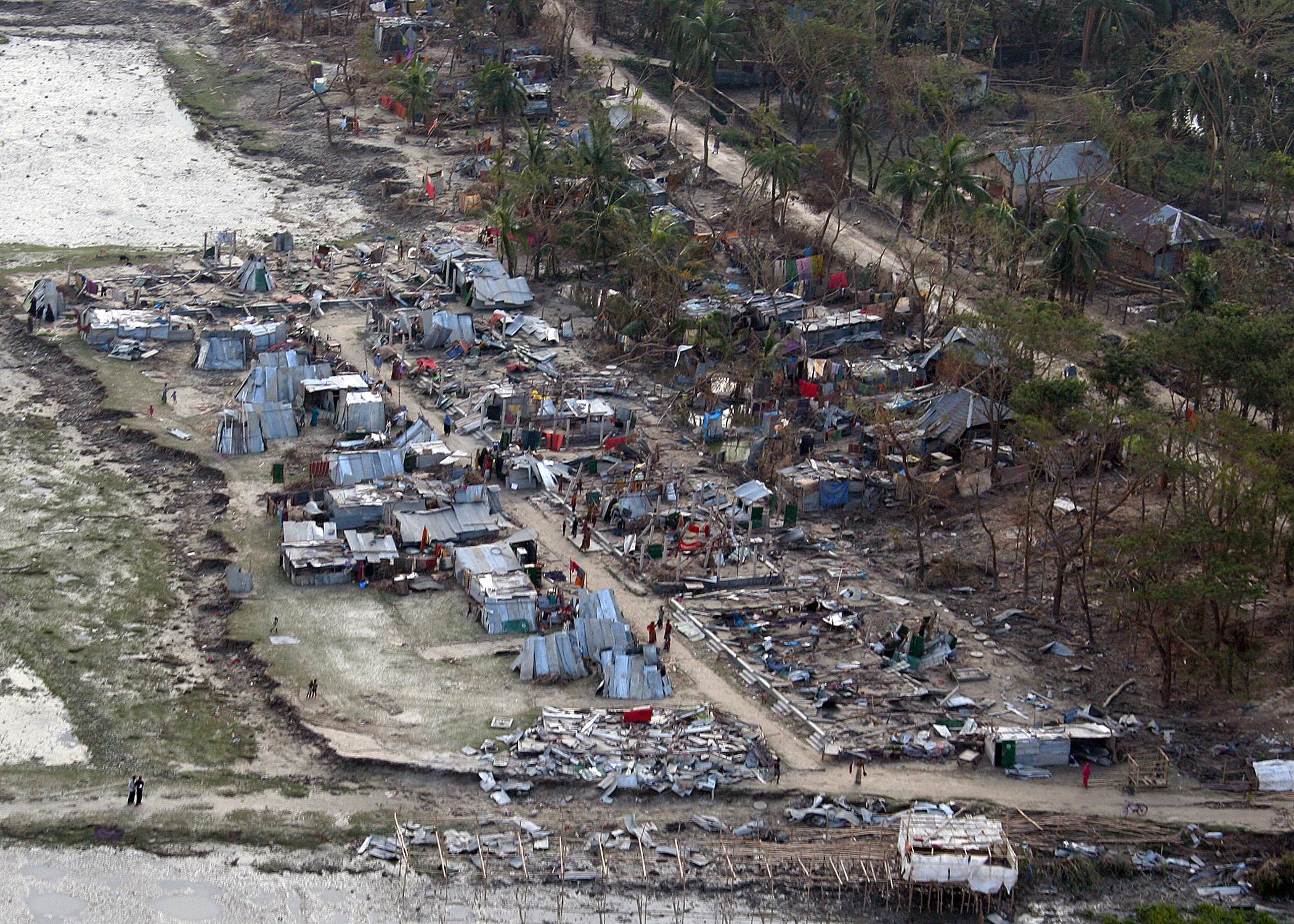
孟加拉貧民窟

| 人口                    | 人口   |
| 年份                    | 百萬人 |
| ----------------------- | ------ |
| 1971年                  | 71.0   |
| 1980年                  | 90.4   |
| 1990年                  | 115.6  |
| 2000年                  | 140.8  |
| 2004年                  | 150.7  |
| 2009年                  | 162.2  |
| Source: OECD/World Bank |        |

據2011年孟加拉国人口普查結果，2011年3月15日孟加拉国人口為1.423億人，此為官方不精確數據，與聯合國的數據有出入，較近期聯合國2007年至2010年預估真實人口1.58億至1.7億人且為世界人口第八多的國家，相比1951年孟加拉国當時人口僅為4,400萬人。孟加拉国可說人口密度相當高，就算計入小型國家及城市國家，其人口密度也居世界第11位曾因人口極為稠密而工業十分匱乏貧窮而被亨利·基辛格時期的一位美國國務院官員稱為「國際殘障者」。
孟加拉族是孟加拉国的主体民族，最大的少數民族是吉大港山區部落查克瑪人，信上座部佛教，人口700,000人（0.7%）。孟加拉国还有很多来自缅甸的羅興亞人難民（多數生活在科克斯巴扎爾縣）。
孟加拉国有49.8％的人口生活在贫困线以下，其中33.4％为极度贫困人口。平均每4109人有1张医院床位，每3866人有1名医生。

## 交通運輸

### 公路
总里程222,593千米。其中国家公路3,144千米，地区公路1,746千米，支线路35,454千米，乡村路182,249千米。76％的货运及73％的客运由公路运输承担。公路路况整体欠佳。

### 铁路
总里程2,880千米。2003年旅客周转量40.2亿人千米，货运量为9.5亿吨千米。使用1,676毫米－1,000毫米雙軌距鐵路。

### 水运
海运主要港口为吉大港，承担了该国绝大多数的对外贸易。孟加拉内河运输公司（BIWTC）拥有船只215艘。孟加拉国运输公司（BSC）拥有船只13艘，运输能力19.6万吨。

### 空运
孟加拉航空现有飞机17架，国内航线7条，国际航线26条。孟加拉现有国际机场3个（达卡、吉大港、锡莱特），国内机场5个。

## 军事

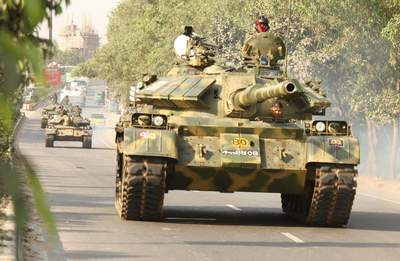
孟加拉国69式坦克

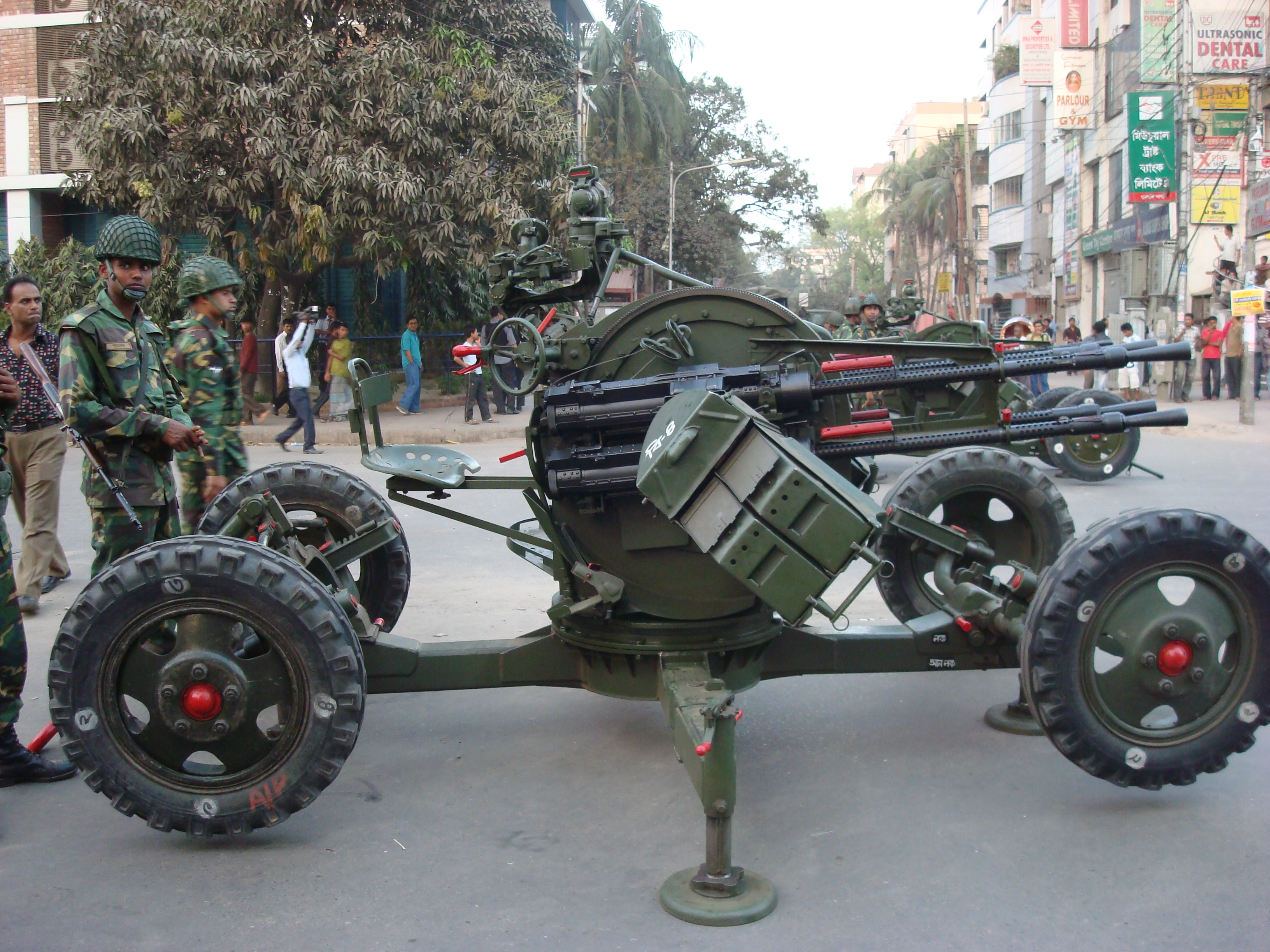
孟加拉国BDR防空砲

孟加拉国總統是该国武装部队最高统帅，孟加拉国的陆、海、空三军分立，实行志愿兵役制。孟加拉国武装力量由正规军事力量和準軍事部隊构成，孟加拉国正规军事力量分为陆、海、空三个军种，军队参谋长为各军种最高行政长官和军事指挥官。孟加拉国准军事力量包括步枪队、乡村卫队、海岸警卫队、国家学员团和警察部队；武器裝備從中国進口比例較大，有直升機、護衛艦、裝甲車、導彈等。
目前孟军总兵力14万人，其中陆军12万人，海、空军各1万人。另有步枪队3.8万人、警察9万人。陆军参谋长为哈桑·马苏德·乔杜里中将，海军参谋长为沙赫·伊克波尔·穆吉塔巴少将，空军参谋长为法克鲁尔·阿扎姆少将。2003/2004年度國防預算为345.7亿塔卡，占政府非发展预算的10%。但是一般軍人待遇微薄，軍中高層貪汙嚴重，國家答應的軍人住房分配、子女照護、醫療福利等幾乎都沒有落實，導致2009年孟加拉国步枪队叛乱。